# 鬼童丸

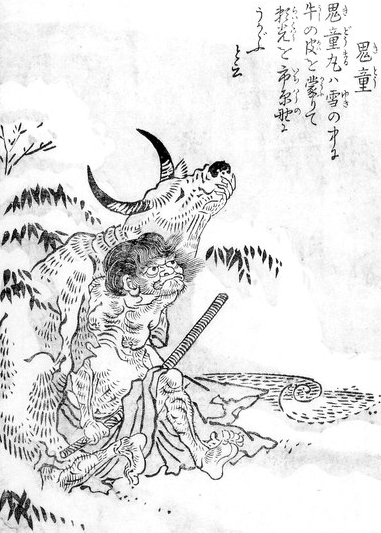
鳥山石燕『今昔百鬼拾遺』より「鬼童」

鬼童丸、鬼同丸（きどうまる）は、鎌倉時代の説話集『古今著聞集』などに登場する鬼。

## 概要

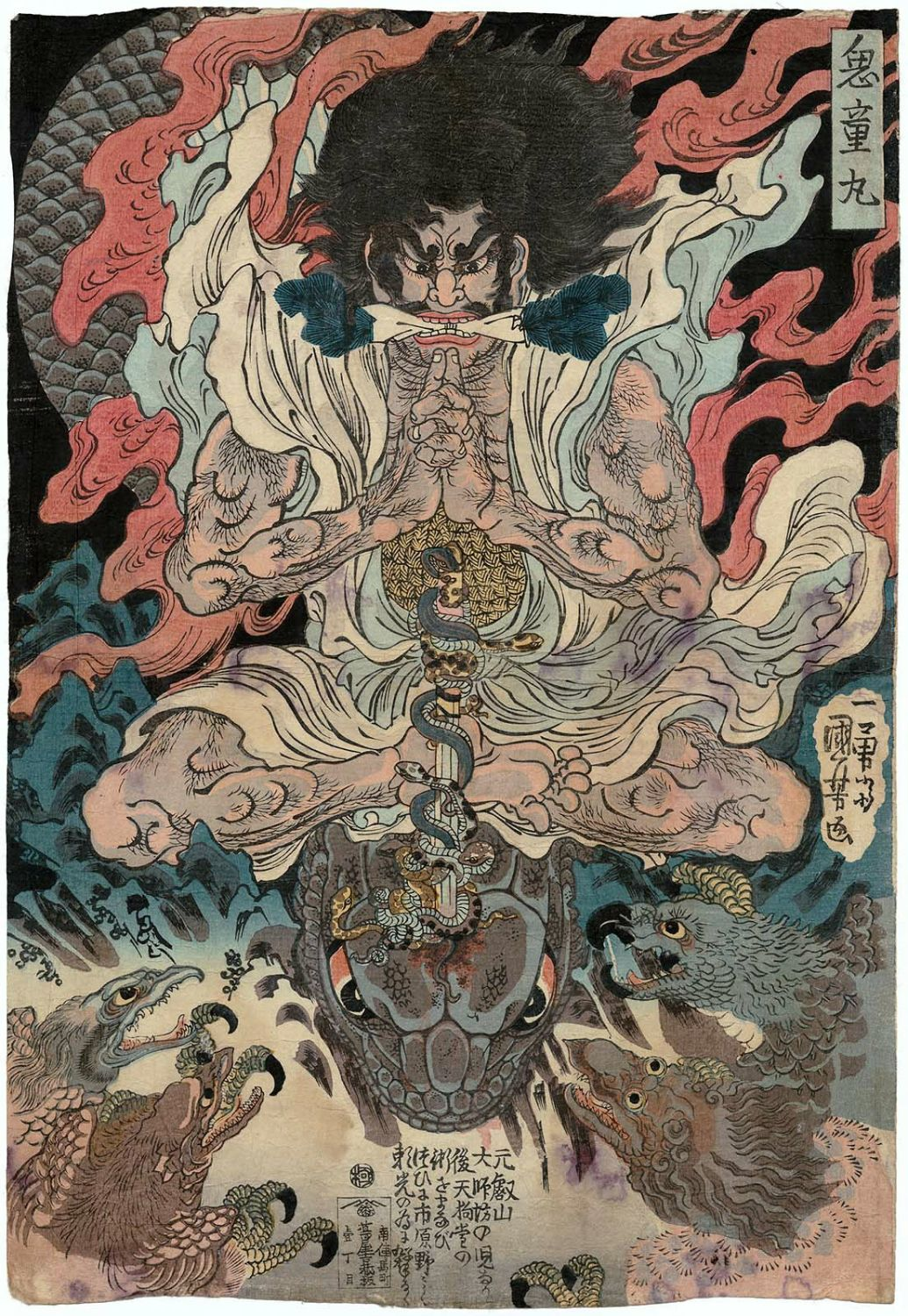
歌川国芳『鬼童丸』

『古今著聞集』には以下のように記述されている。酒呑童子討伐で知られる武将・源頼光が弟・源頼信の家へ行ったとき、厠に鬼童丸が捕えられていた。頼光は、無用心だから鎖でしっかり縛っておくようにと頼信に言い、その晩は頼信の家に泊まった。鬼童丸は縛めの鎖をたやすく引きちぎり、頼光を怨んで彼の寝床を覗いて様子を窺った。頼光はこれに気づき、従者たちに「明日は鞍馬に参詣する」と言った。そこで鬼童丸は鞍馬に先回りし、市原野で放し飼いの1頭の牛を殺して体内に隠れ、頼光を待ち受けた。しかし頼光はこれをも見抜き、頼光の命を受けた渡辺綱が弓矢で牛を射抜いた。牛の中から鬼童丸が現れて頼光に斬りかかってきたが、頼光が一刀のもとに鬼童丸を斬り捨てたという。鳥山石燕の妖怪画集『今昔百鬼拾遺』には「鬼童」と題し、鬼童丸が雪の中で牛の皮をかぶり、市原野で頼光を待ち受ける姿が描かれている。
鬼童丸の話はこの『古今著聞集』がよく知られているものの、ほかにも武者絵本類や伝承などで様々に伝えられている。京都府福知山市雲原の口碑では、鬼童丸は酒呑童子の子として以下のように伝承されている。源頼光が酒呑童子を討ち取った後、酒呑童子に捕われていた女子供たちは故郷へと帰されたが、その中の1人の女は精神に異常を来たしており、故郷へ帰ることができず、雲原で酒呑童子の子供を産んだ。その子供は産まれながらにして歯が生えそろっており、7、8歳の頃には石を投げてシカやイノシシを仕留めて食べていた。やがてこの子供が成長して鬼童丸となり、父の仇として頼光たちを狙うようになったのだという。
また軍記物語『前太平記』などによる別説では、酒呑童子が捨て童子であったという説と同様、もとは鬼童丸も比叡山の稚児であり、悪行が災いして比叡山を追われたため、山中の洞穴に移り住んで盗賊となったともいう。

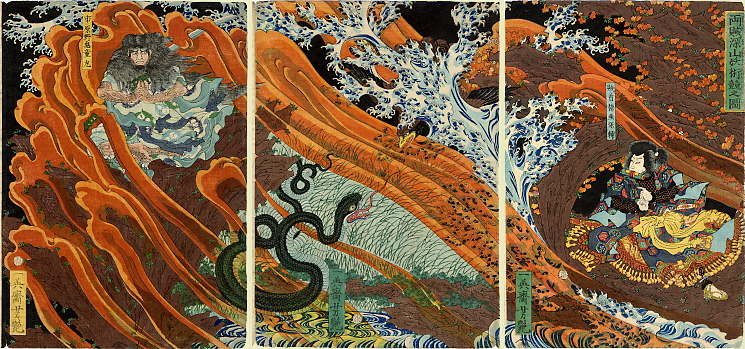
歌川芳艶『両賊深山妖術競之図』

曲亭馬琴による『四天王剿盗異録』では鬼童丸が山中の洞窟で、『今昔物語集』などにある盗賊・袴垂に会って術比べをする場面がある。これを描いた作品に、歌川国芳による『鬼童丸』や月岡芳年の『袴垂保輔鬼童丸術競図』などの浮世絵がある。